# 黄山学院
黄山学院是一所位于中国安徽省黄山市的综合性全日制专科院校。隶属于安徽省教育厅。

## 历史沿革
1978年3月，安徽劳动大学徽州师范专科班成立。翌年9月，在安徽劳动大学徽州师范专科班的基础上，安徽省人民政府成立安徽师范大学徽州专科学校。翌年5月，易名为徽州师范专科学校。1997年12月，成立于1986年10月的中国科学技术大学徽州大专班并入徽州师范专科学校，该校再度易名为黄山高等专科学校。2000年9月，黄山林业学校亦并入黄山高等专科学校。2002年2月，中华人民共和国教育部同意黄山高等专科学校升格为黄山学院。2019年，黄山學院成為安徽省新增碩士學位授予單位立項建設單位，並正在爭取升格為黄山大學。

## 校園環境
1978年，安徽劳动大学徽州师范专科班成立之时，校区在屯溪隆阜（今黄山市黎阳镇）现今，黄山学院有横江（即屯溪隆埠）、率水两个校区，总占地面积为1800亩，校园建筑总面积为63.76万平方公尺。
2010年，黄山学院校园内有木本植物408种，隶属85科，214属；其中裸子植物9科25属，珍稀濒危植物35种。

## 学术研究

### 学科设置
中国科学技术大学徽州大专班成立初期，已经开设了电子技术、通用机械、计算机3个专业，而徽州师范专科学校则设立了中文、政史、数学、物理、化学、生物、体育、英语8个科系及旅游专业班。在黄山学院成立后，设置的学科数量不断增加。至2022年，黄山学院下设有16个二级学院及2个教辅机构。现设有本科专业65个，其中对外招生专业56个。2019年12月，黄山学院有9个专业获批安徽“省级一流本科专业建设点”。
| 教学单位名称       | 学科设置                                                                               | 网页                     |
| ------------------ | -------------------------------------------------------------------------------------- | ------------------------ |
| 旅游学院           | 旅游管理、酒店管理、烹饪与营养教育、人力资源管理（旅游方向）、会展经济与管理           | ※ （页面存档备份，存于） |
| 文学院             | 汉语言文学（含专升本）、汉语国际教育、文化产业管理                                     | ※ （页面存档备份，存于） |
| 外国语学院         | 英语、日语                                                                             | ※ （页面存档备份，存于） |
| 马克思主义学院     | （暂无专业，主管全校思想政治教育工作）                                                 | ※ （页面存档备份，存于） |
| 数学与统计学院     | 数学与应用数学、经济统计学、应用统计学                                                 | ※ （页面存档备份，存于） |
| 地理与规划学院     | 人文地理与城乡规划、地理科学、测绘工程、房地产开发与管理、遥感科学与技术、土地资源管理 | ※ （页面存档备份，存于） |
| 信息工程学院       | 光电信息科学与工程、电子信息工程、计算机科学与技术、软件工程、集成电路设计与集成系统   | ※ （页面存档备份，存于） |
| 艺术学院           | 工艺美术（美术学）、音乐学、视觉传达设计、环境设计、产品设计与数字媒体艺术（动画）     | ※ （页面存档备份，存于） |
| 经济管理学院       | 电子商务、会计学、财务管理、国际经济与贸易、市场营销、公共事业管理                     | ※ （页面存档备份，存于） |
| 生命与环境科学学院 | 园林、林学、食品科学与工程、生物技术、环境科学、生物科学                               | ※ （页面存档备份，存于） |
| 建筑工程学院       | 建筑学、城乡规划、土木工程、工程造价                                                   | ※ （页面存档备份，存于） |
| 化学化工学院       | 制药工程、应用化学、化学工程与工艺、材料科学与工程                                     | ※ （页面存档备份，存于） |
| 体育学院           | 社会体育指导与管理、休闲体育                                                           | ※ （页面存档备份，存于） |
| 教育科学学院       | 小学教育、学前教育、应用心理学                                                         | ※ （页面存档备份，存于） |
| 文化与传播学院     | 新闻学、戏剧影视文学、广播电视编导、播音与主持艺术                                     | ※ （页面存档备份，存于） |
| 机电工程学院       | 机械设计制造及其自动化、自动化、机械电子工程、材料成型及控制工程、智能制造工程         | ※ （页面存档备份，存于） |

### 科研平台
至2022年，黄山学院建立了5个省级以上科研平台，6个市级工程研究（创新）中心及36个校级科研平台。

### 学术资源
黄山学院图书馆在横江、率水两个校区都有馆舍，至2021年9月30日，该图书馆文献资源总量达5,642,844万册，图书馆亦依托地域优势，长期开展徽州文化资料收集、整理和研究工作，取得了一定的效果，其馆藏亦不乏徽州文书、徽州宗谱、徽州地方志等古籍图书。2015年，黄山学院在南校区成立了徽州美术馆，以供民众与学生研学艺术作品。
黄山学院校刊为《黄山学院学报》，为安徽省教育厅主管、黄山学院主办的综合性学术期刊。

## 知名校友
- 汪一光：1984年数学专业毕业，现任中共湖南省委常委。[15]
- 许继伟：1985年中文系毕业，现任中共滁州市委书记。[16]
- 程迎峰：1980年中文系毕业，现任安徽省黄山市人大常委会主任。[17]
- 杨同海：1980年数学系毕业，现任美国威斯康星大学教授。[18]